# Lobelia quadrisepala
Lobelia quadrisepala là loài thực vật có hoa trong họ Hoa chuông. Loài này được (R.D.Good) E.Wimm. mô tả khoa học đầu tiên năm 1968.